# سیه‌رخ چانه‌لکه‌ای
سیه‌رخ چانه‌لکه‌ای (نام علمی: Batis molitor) نام یک گونه از سرده سیه‌رخ‌ها است.